# Rhinolophus tatar
Rhinolophus tatar är en fladdermus i familjen hästskonäsor som förekommer på Sulawesi. Populationen listades en längre tid som synonym till Rhinolophus euryotis och sedan 2013 godkänns den som art.
Artepitet tatar etablerades 1939 av Tate och Archbold. De kopplade namnet till ett exemplar som inte blev godkänd som art. Namnet bildades av de första bokstäverna i zoologernas namn. Bergmans och Rozendaal använde 1982 det fria namnet för denna art.
Denna hästskonäsa har 48,7 till 51 mm långa underarmar, en 16,3 till 20,2 mm lång svans, 11,5 till 12,4 mm långa bakfötter och 19,1 till 20,5 mm stora öron. Hudflikarna på näsan (bladet) har en hästskoliknande grundform som är 9 till 10 mm bred. Rhinolophus tatar är lite större och robustare än Rhinolophus arcuatus som lever i samma region. Den har trekantiga öron som är gulvita nära huvudet och gråbruna på spetsen. Den ulliga pälsen bildas av hår som är vitaktiga nära roten och bruna vid spetsen. Artens flygmembran är lite genomskinlig med gråbrun färg och några hår på undersidan nära bålen. Kännetecknande är en stor knöl på skallen ovanför näsan.
Arten registrerades på hela Sulawesi. Den vistas i regnskogar och i bergsskogar. Fladdermusen vilar i träd och kanske även i grottor. Den jagar flygande insekter.
Troligen påverkar skogsavverkningar artens bestånd. IUCN listar Rhinolophus tatar som livskraftig (LC).